# Радолин, Гуго фон
Гуго Юлий Рауль Эдуард фон Радолин светлейший князь, граф Радолинский (нем. Hugo von Radolin; 1 апреля 1841, Позен (ныне Познань Польша) — 20 июля 1917, Яроцин, Германская империя) — польско-немецкий аристократ, государственный деятель, дипломат. Почётный гражданин города Ярочин (1897).

## Биография
Дворянин герба Лещиц. Сын графа Пруссии Владислава Радолинского (1808—1879). С 1847 года жил Дрездене. Изучал политологию и право в Боннском университете, где встретил и подружился с Фридрихом фон Гольштейном, будущим главой политического отдела министерства иностранных дел Германии.
В 1860 году добровольцем вступил в 7-й гусарский полк прусской армии. По завершении военной службы вернулся к учёбе и в декабре 1862 года окончил Берлинский университет.
С 1866 года — на дипломатической службе. В 1869 году был атташе в составе прусской миссии во Флоренции, затем работал секретарём в посольстве Пруссии в Париже, позже в том же году — поверенным в делах в Штутгарте. Во время франко-прусской войны 1870—1871 годов работал в высшем командовании оккупационными войсками во Франции, был в составе делегации министерства иностранных дел Пруссии. В 1874 году был отправлен канцлером Отто фон Бисмарком в Мадрид в качестве первого посла Германии в Испании, в том же году был переведен в Дрезден. В 1876 году стал первым послом Германии в Османской империи представлял интересы России во время русско-турецкой войны (1877—1878). Занял место своего отца в Прусской Палате господ в 1880 году.
Вернувшись на родину в 1881 году работал послом в Веймаре, в 1884 году был назначен гофмаршалом двора наследного принца Германии, будущего императора Фридриха III. За заслуги перед императорской семьей Вильгельм II возвёл его в графы Радолинские в 1888 году и назначил главным сенешалем двора (нем. Oberhoftruchseß) и членом Тайного совета .